# Chapelle Saint-Ghislain de Dampremy
La chapelle Saint-Ghislain est un petit édifice religieux catholique de style gothique, sis à Dampremy, aujourd’hui un faubourg ouest de la ville de Charleroi, en Belgique. La chapelle est un vestige — le chœur — de l’ancienne église paroissiale du XVIe siècle dédiée à saint Remi, aujourd’hui disparue. Le monument est classé depuis 1950.

## Histoire
Comme localité Dampremy est de grande ancienneté. Le nom de « Dampremi » est cité pour la première fois en 868 dans le polyptyque de l'abbaye de Lobbes.
Une église de style gothique est construite vers 1600. Elle est dédiée à saint Remi, évêque de Reims, dont le village même, ‘Dampremy’, porte le nom. Elle semble avoir été détruite lors d’un incendie (ce qui n’est cependant pas documenté). Seul le sanctuaire (partie de l’édifice où le culte était célébré) fut préservé. Plus tard, autour de ce sanctuaire gothique ancien, fut construit un bâtiment sans style particulier qui servit d’église paroissiale de Dampremy jusqu’à la fin du XIXe siècle.
Au XIXe siècle, avec l’industrialisation, l’exploitation des mines de charbon, le creusement du canal Bruxelles-Charleroi, de nombreuses activités économiques se développent dans la région et entrainent une forte augmentation de la population de Dampremy. La petite église ne suffit plus. Une nouvelle église est construite sur un site différent (‘place de l’église’), qui garde le patronyme de Saint-Remy.
Débarrassée des ajouts architecturaux sans classe le sanctuaire gothique de la première église, quant à lui, reprend vie sous le nom de 'chapelle Saint-Ghislain', relevant le titre d’une chapelle homonyme qui se trouvait près du cimetière et qui attirait les pèlerins. Il rappelle par ailleurs que les premiers desservants de la paroisse étaient les moines venus de l’abbaye de Saint-Ghislain, près de Mons. Ainsi, même si le bâtiment est très ancien, ce titre de ‘chapelle Saint-Ghislain’ ne date que du début du XXe siècle.
Par la suite elle fut transformée en chapelle funéraire des familles de Crawhez et Le Hardÿ de Beaulieu,. Elle fut complètement restaurée en 1992-1993 par l'architecte G. Anthoine,.

## Description

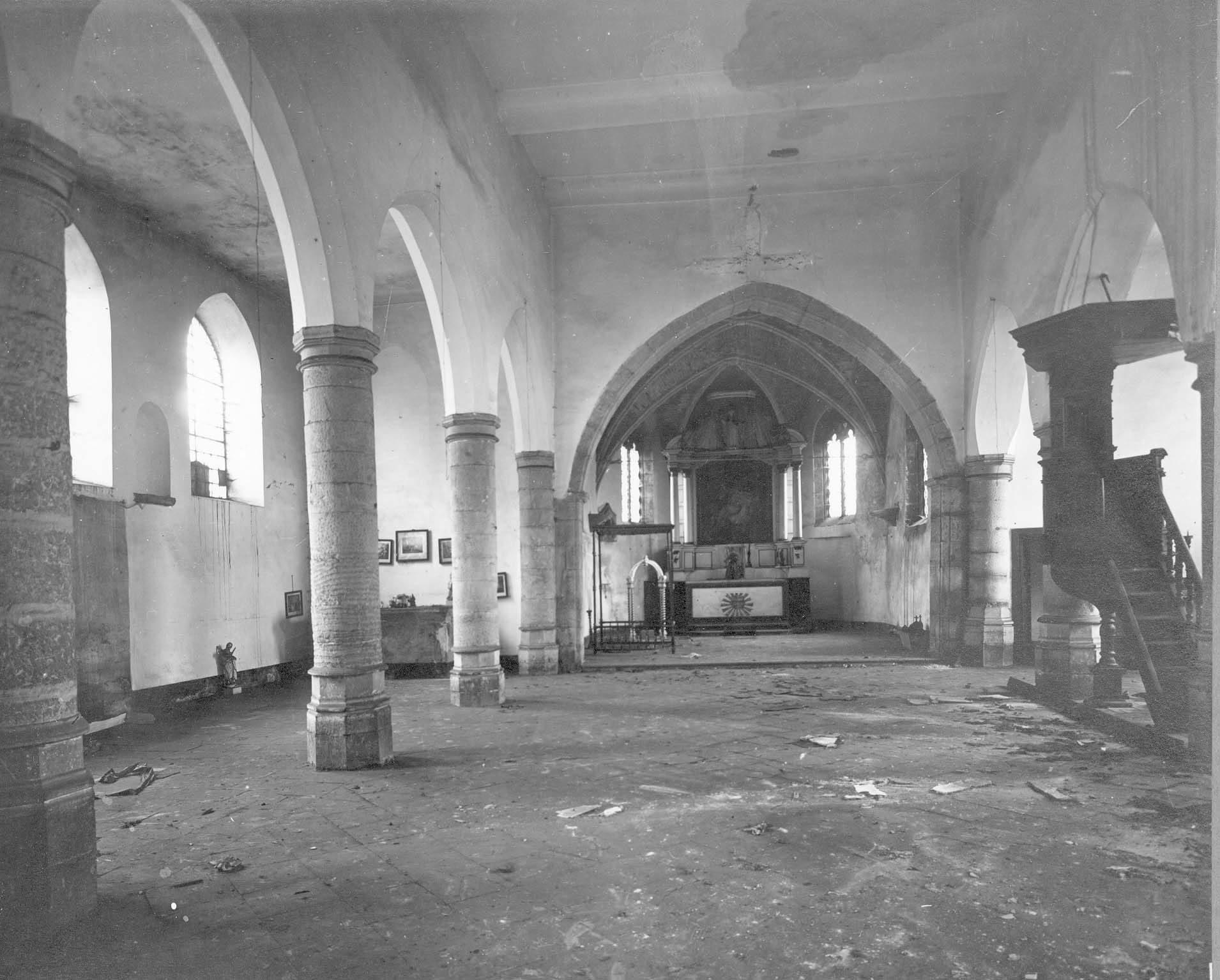
Intérieur de l'ancienne église en 1902. Vue générale vers le chœur, qui est la partie subsistante du bâtiment.

Aujourd’hui isolée dans un petit espace vert entre le terril de la Blanchisserie et le bassin de départ du canal Bruxelles-Charleroi, la chapelle de type gothique hennuyer qui, d’après la tradition, se trouvait au cœur de l’ancien village de Dampremy demeure un des rares témoins de sa longue histoire. L’enceinte en fer forgé de l’enclos est curieusement balisée de colonnes disproportionnées qui paraissent incongrues à cet endroit. Ce sont en fait les colonnes de l’ancienne église qui furent récupérées et réassemblées pour créer cet ensemble.
Au dessus de la porte d’entrée, se trouve une niche abritant la statue de saint Ghislain. Les vitraux de la chapelle illustrent quelques scènes de la vie du saint.
A gauche de la chapelle se trouve, reconstruit comme simple ‘mur’, ce qui fut l’entrée de la grange à dîmes. Le presbytère qui accompagnait l’ancienne église paroissiale a été démoli pour permettre les travaux du métro de Charleroi.

## Armoiries

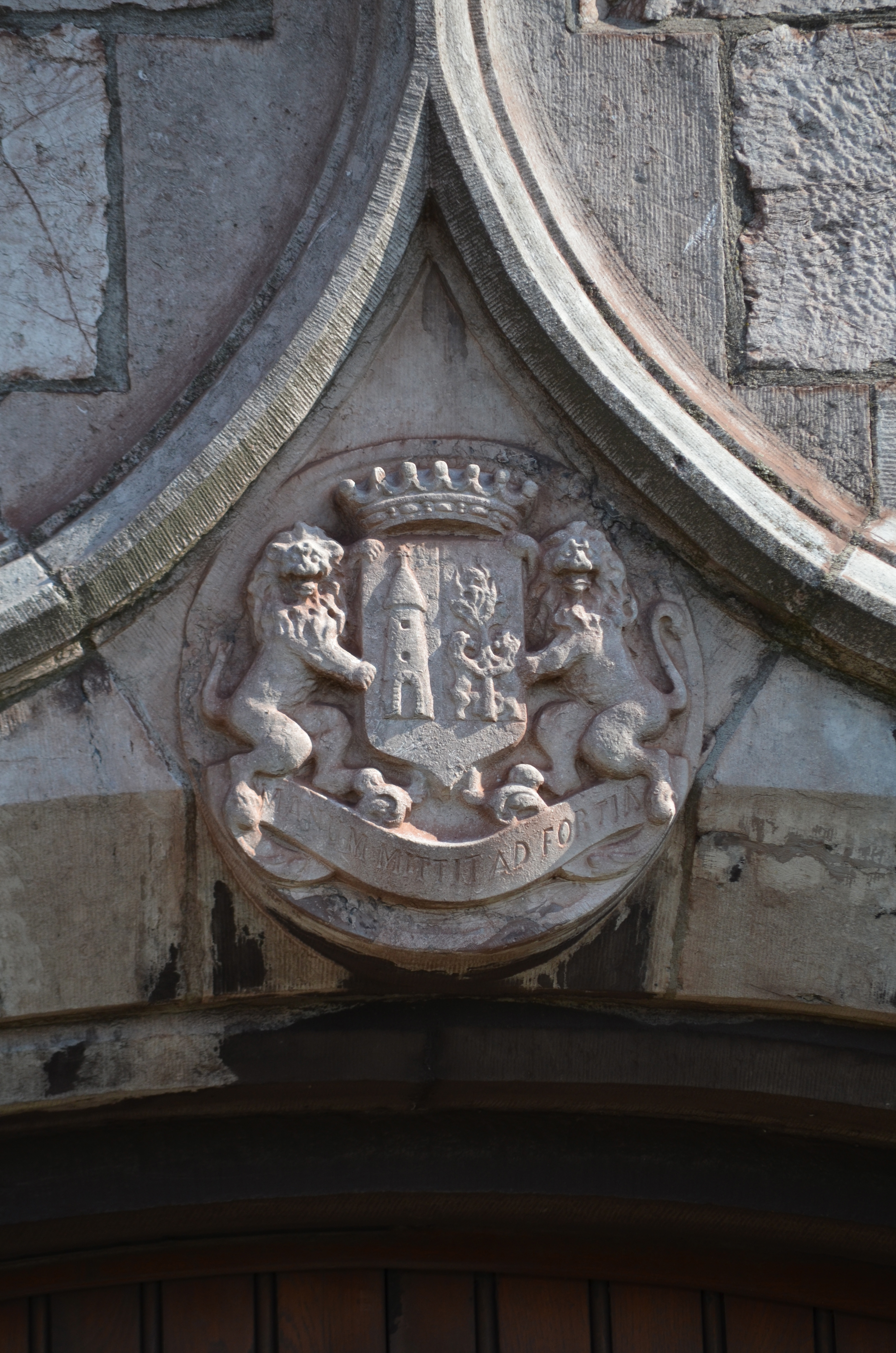
Blason de la famille de Crawhez au-dessus de la porte.
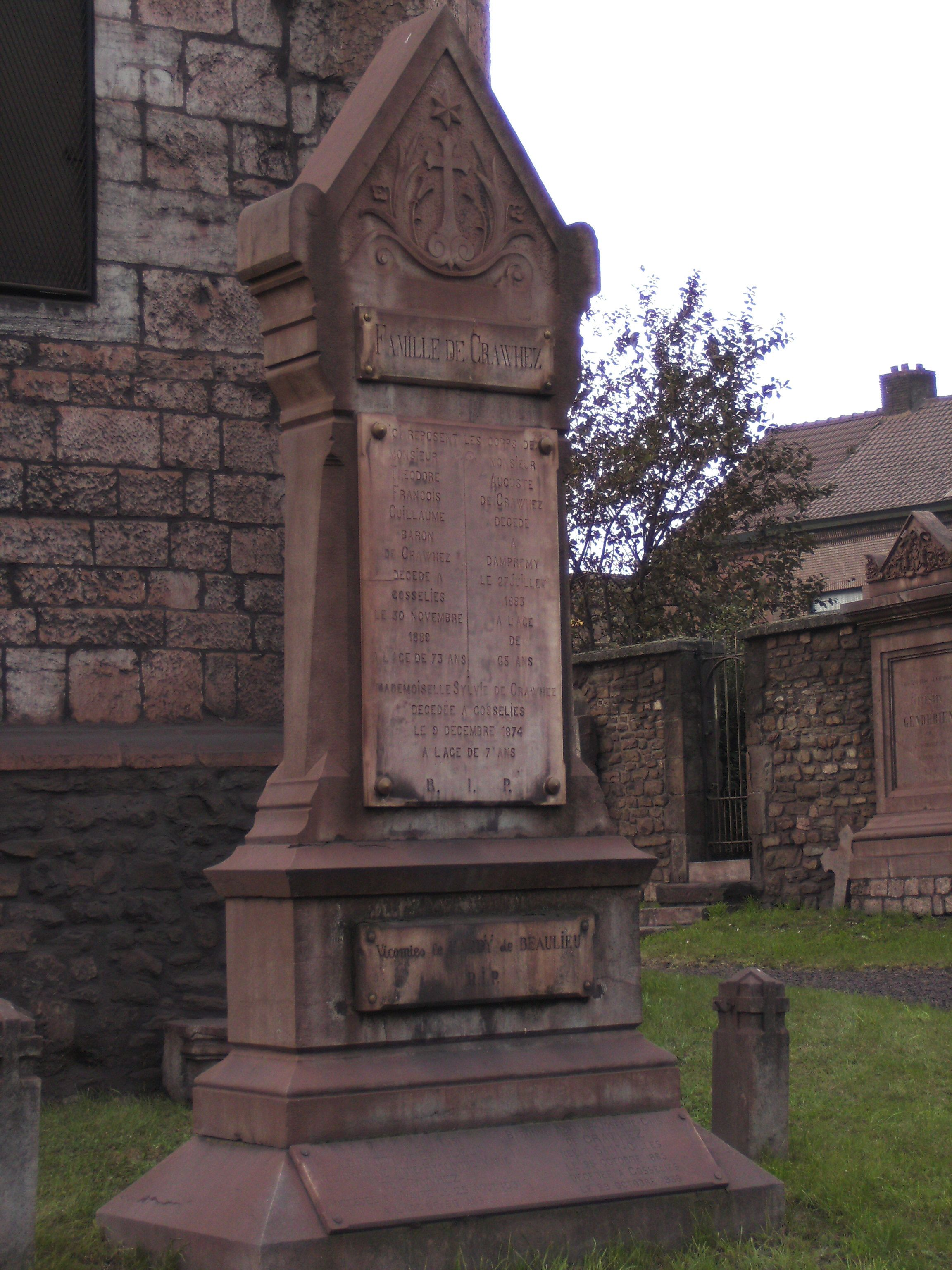
Stèle funéraire des familles de Crawhez et le Hardÿ de Beaulieu.
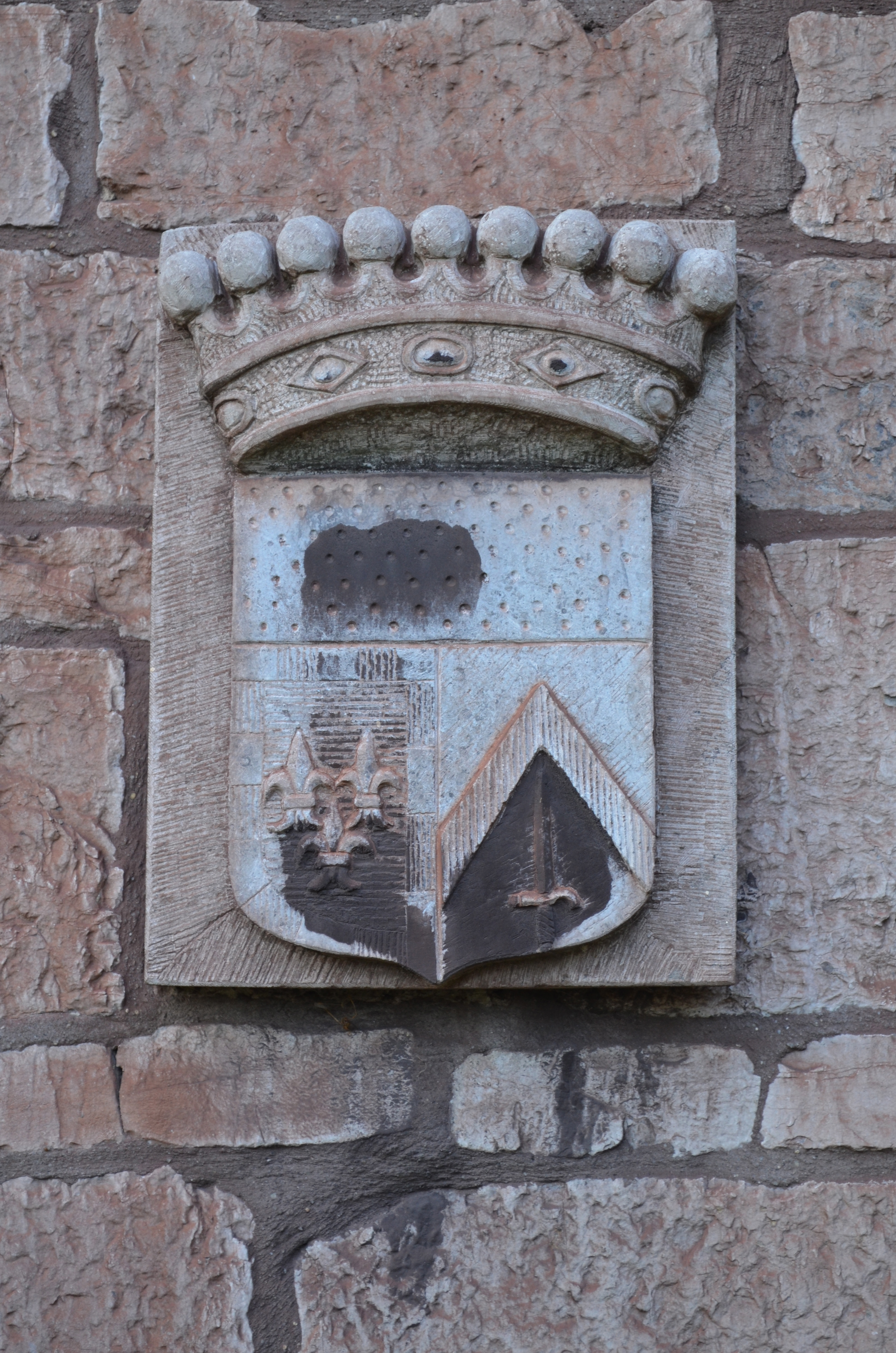
Blason de la famille Hardÿ de Beaulieu sur la face latérale.

Au-dessus de la porte d'entrée est apposé le blason de la famille de Crawhez. Sur une façade latérale se trouve le blason de la famille Hardÿ de Beaulieu. La stèle funéraire se trouve à l'arrière de la chapelle.
| Blason | Blasonnement : Parti : au 1, d'azur, à une tour d'or, sommée d'une croix de sable ; au 2, d'or, à un laurier au naturel, accosté de deux lions rampants et affrontés de gueules, armés et lampassés d'azur, le tout soutenu d'une terrasse de sinople. L'écu surmonté de la couronne de baron. Supports deux lions léopardés au naturel. Devise : « manum mittit ad fortia » Commentaires : Source du blasonnement : Armorial de Rietstap. |